# Gluta usitata
Arbre à laque de Birmanie
Espèce
Classification phylogénétique
Gluta usitata, anciennement Melanorrhoea usitata Wall., est un arbre de la famille des Anacardiaceae, originaire d’Asie du Sud-Est dont la sève sert à produire de la laque.
Il est aussi appelé Arbre à laque de Birmanie  (ou arbre à laque de Myanmar). Il peut être comparé à deux autres arbres à laque bien connus appartenant aussi à la famille des Anacardiaceae : le Toxicodendron succedaneum (Arbre à cire), ayant une large distribution en Asie, et surtout le  Toxicodendron vernicifluum (Vernis du Japon) de Corée, de Chine et du Japon, produisant une laque avec une réputation d'excellence.
En Asie orientale (Chine, Japon, Corée), les laqueurs utilisent une laque élaborée, faite de laque brute additionnée d’huile de tung (ou de lin) permettant un séchage (chimique) plus rapide. Par contre, les laqueurs du Myanmar appliquent la laque brute sur les objets qu’ils vernissent. Le séchage demande alors trois mois.

## Histoire de la nomenclature
Selon The Plant List, le basionyme n’est pas résolu.
En 1829, le botaniste danois  Nathaniel Wallich (1786-1854) qui fit sa carrière dans l’Inde britannique, observe en Birmanie, un arbre qu’il décrit sous le nom de Melanorrhoea usitata, dans Plantae Asiaticae rariores, 1:9, t.11-12, 1829. C’est un arbre à vernis indique-t-il, que l’on observe aussi dans l’État princier de Manipur (sous le nom de Kheu) sur la frontière indo-birmane, ainsi qu’en Birmanie où il est connu sous le nom de Theet-tsee. Toutes les parties de l’arbre contiennent un fluide visqueux gris-brun qui devient noir au contact de l’air. Il est prélevé pour faire de la laque. Les ustensiles ménagers destinés à recevoir de la nourriture liquide (huile, ghee, lait, miel et eau) sont vernis avec cette laque. Celle-ci est cependant responsable d’allergies cutanées douloureuses. L’article de Wallich est accompagné de deux belles planches illustrant les feuilles et les fleurs et les fruits (voir ci-dessous).
En 1978, Ding Hou propose de ramener l’ensemble des espèces du genre Melanorrhoea sous le genre de Gluta (famille des Anacardiaceae). Le nouveau genre élargi contient environ 30 espèces réparties à Madagascar, Inde, Birmanie, Thaïlande, Indochine, Chine, et Malaisie. Leur sève blanche est allergisante. L’espèce décrite par Wallish, devient donc Gluta usitata (Wall.) Ding Hou.

## Description
Gluta usitata est un arbre de taille moyenne à grande (jusqu’à 25 m de haut), à feuilles caduques, avec un fût cylindrique et droit et une couronne étalée de feuilles vert foncé.
Les feuilles sont simples et elliptiques-obovales. Durant la saison des pluies qui dure cinq mois, de la mi-mai à la fin octobre, l’arbre porte tout son feuillage.
La fleur comporte 5 pétales, lancéolés, pourpres, pubescents. Les 20 à 30 étamines sont érigées (description de Wallish).
Les fruits sont des drupes coriaces, indéhiscentes, rouges. Le mésocarpe contient un liquide responsable de dermatite de contact.
|  |  |  |

## Distribution
Selon POWO, l’espèce se répartit en Assam (Inde), Myanmar, Thaïlande, Laos et Vietnam. 
Au Myanmar, les arbres à laque Gluta usitata poussent dans les forêts tropicales d’Indaing, en association avec les Dipterocarpus tuberculatus Roxb., (indaing en birman), une espèce de feuillus à feuilles caduques dominante.

## La sève
Au contact de la peau, la sève peut provoquer des dermatites de contact, très prurigineuses (douloureuses).
Les urushiols (pentadécylcatechol) sont les molécules toxiques provoquant les dermatites de contact, qui se trouvent dans Gluta usitata et les principaux arbres à laque (Toxicodendron vernicifluum et Toxicodendron succedaneum). On trouve aussi dans ces arbres des heptadécylcatéchols, des dérivés de l’acide salicylique. Le Gluta contient aussi de moreakol, du thitsiol.
Les molécules caractéristiques de Gluta usitata, non trouvées dans Toxicodendron vernicifera et T. succedanea, sont les ω-phénylalkylcatéchols et les ω-phénylalkylphénols.
La laque de T. vernicifluum de Corée, Chine et Japon, la plus chère, est parfois falsifiée avec des laques vietnamiennes et birmanes de moindre qualité et meilleur marché. Cependant l’analyse chimique (par HPLC et ToF‒SIMS) des différentes laques permet maintenant de trouver leur origine. (Yu et al, 2021). 

## Utilisations
L’écorce des arbres à laque de Birmanie est incisée jusqu’au niveau du tissu conducteur de la sève afin de récolter la laque. Au XIXe siècle d’après Wallish, la sève était collectée dans des morceaux de bambou, fermés à une extrémité et affutés à l’autre extrémité afin d’être insérés sous l’écorce. Les collecteurs passaient toutes les 24 heures ou 48 heures, pour collecter la laque.
Au Myanmar, la laque brute est utilisée, sans addition d’huile de tung ou de lin comme c’est le cas en Chine, Japon et Corée. L’artisan laqueur prépare la surface à traiter avec de la cendre d’os. La laque peut être colorée avec du noir de fumée, de la feuille d'or, du vermillon, de l'orpiment, de l'indigo, etc. appliqués au pinceau ou directement à la main, ou sur des objets tournant sur le tour. Épaissie par de la sciure de bois, des cendres de bouse de vache ou des cendres d'os, la laque peut être moulée. Elle permet d’imperméabiliser le bois, le tissu ou le papier sur lequel on l’applique.  
La laque birmane (thitsi) est largement utilisée pour imperméabiliser les bateaux, les tissus et le papier des parapluies. Le laquage des objets les protège en les imperméabilisant et en renforçant leur résistance aux chocs. Les arts de la laque du Myanmar n'ont pas utilisé la méthode d’amélioration de la brillance et du séchage pour égaler la qualité des laques du Japon et de Chine. Le thitsi du Myanmar, dans son état naturel pur, est très similaire en apparence à la laque japonaise pure. Mais en Asie orientale, les laques ne sont pas utilisées à l’état brut.
La qualité de la laque brute joue aussi un rôle très important. Les laques de meilleure qualité du Myanmar, dites thitsi noire, contiennent un haut pourcentage de thitsiol (4-heptadecylbenzene-1,2-diol). Le thitsiol se polymérise par catalyse thermique ou par catalyse de la laccase.
Le bois est rouge foncé avec des stries jaunâtres, devenant très foncé après une longue exposition. C’est un bois de qualité, très dur, qui mérite d’être mieux connu. Il est utilisé pour les manches d’outils, les traverses de chemin de fer, les crosses d’armes, etc. Toutefois un exsudat du bois peut provoquer de graves dermatites de contact. Mais le constituant toxique du bois est volatil et disparaitra progressivement.  Pour cette raison, le bois de cet arbre doit être séché et exposé pendant plusieurs années car il est autrement dangereux à manipuler. Les articles laqués ou les meubles fabriqués à partir du bois séché peuvent encore être toxiques pour les personnes particulièrement sensibles.